# Krzysztof Kieślowski Film School
La Krzysztof Kieślowski Film School (nota anche come Katowice Film School) è una scuola polacca di cinema e televisione fondata nel 1978 e con sede a Katowice, in Polonia. È una scuola di cinema a tempo pieno e offre corsi di Master in Regia, Cinematografia e Fotografia, Produzione Cinematografica e Televisiva. La Kieślowski Film School è autorizzata a rilasciare il titolo di dottorato. Uno dei suoi primi tutori fu Krzysztof Kieślowski. Fa parte dell'Università della Slesia.
Nel 2017 la scuola di cinema è stata trasferita in un nuovissimo edificio in via Pawła n. 3 nel centro di Katowice. L'edificio ha vinto il Brick Award ed è stato selezionato per il Mies Van Der Rohe Award nel 2019.
Gli studenti della Krzysztof Kieślowski Film School sono stati premiati nove volte al Camerimage Festival, tra cui quattro girini d'oro, due girini d'argento, due girini di bronzo e un girino blu per il miglior film del decennio.